# Довжанський район
Довжанський район (Довжанщина) — район в Україні, у південно-східній частині Луганської області і був утворений 2020 року. Адміністративний центр — місто Довжанськ. Станом на 2020 рік знаходиться на тимчасово окупованій території України, що контролюється Російською Федерацією та перебуває в адміністративному управлінні т. зв. «Луганської народної республіки».
До складу району входять 2 територіальні громади.

## Історія
Довжанський район утворено 19 липня 2020 року згідно із Постановою Верховної Ради України № 807-IX від 17 липня 2020 року в рамках Адміністративно-територіальної реформи в Україні. До його складу увійшли: Довжанська та Сорокинська міські територіальні громади.
Раніше територія району входила до складу ліквідованих в той же час Довжанського (1938—2020) та Сорокинського районів, а також міст обласного підпорядкування Довжанськ та Сорокине (з територією Свердловської міської ради та Краснодонської міської ради) Луганської області.

## Пам'ятки

### Заповідні зони

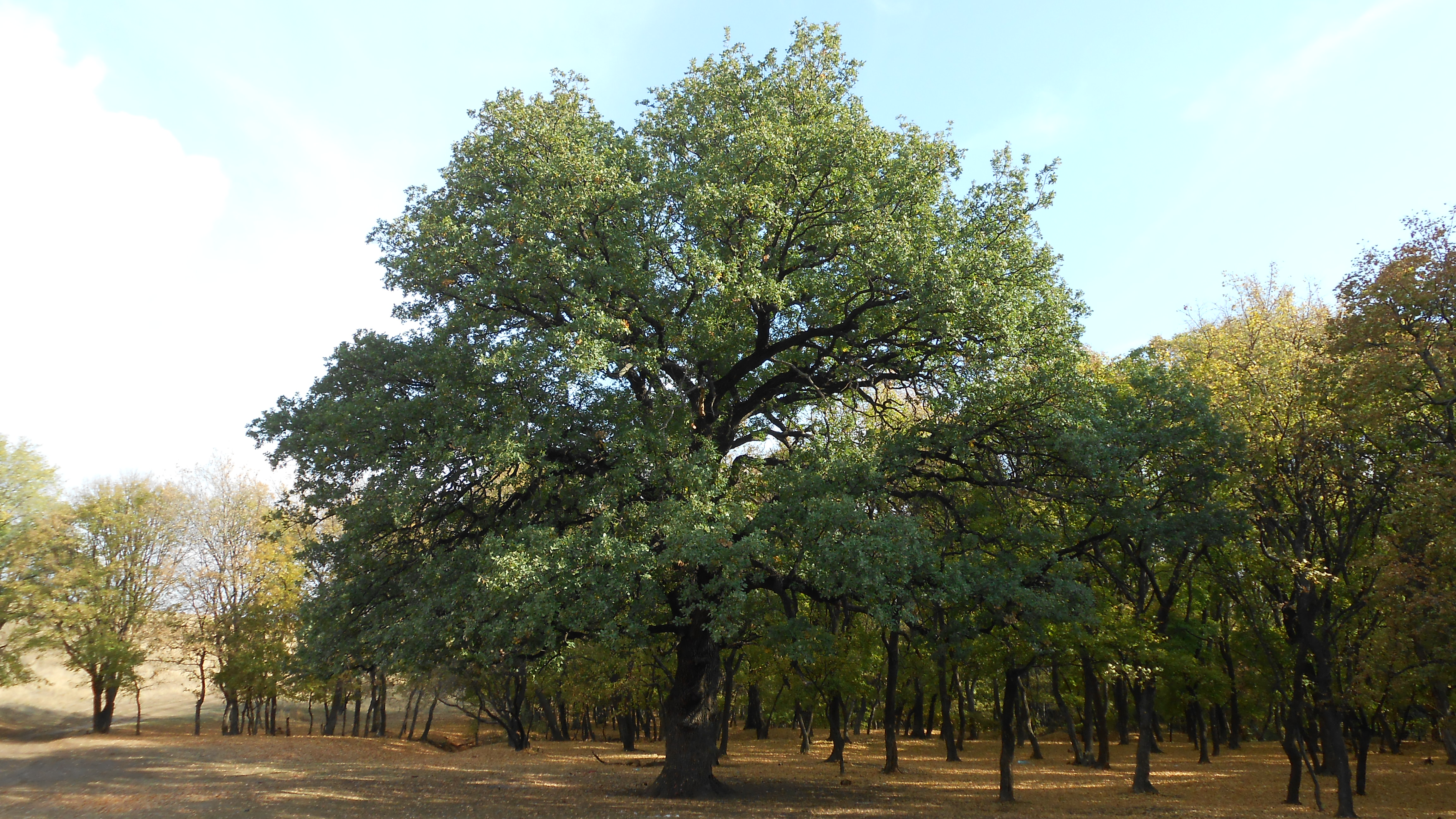
Провальський дуб

На території району розташоване відділення Луганського природного заповідника загальнодержавного значення Провальський степ площею 587,5 га. Ще 5 об'єктів природно-заповідного фонду Луганської області загальною площею 776 га мають місцеве значення:
- Ведмежанський — ботанічний заказник;
- Королівські скелі — геологічна пам'ятка природи;
- Курячий — ботанічний заказник;
- Нагольний кряж — ландшафтний заказник;
- Провальський дуб — ботанічна пам'ятка природи.